# Bonjour tristesse
Bonjour tristesse is de debuutroman van Françoise Sagan. Het boek werd uitgegeven in 1954 toen Sagan slechts 18 was. Het boek werd een ware sensatie en werd vertaald in 25 talen. De titel is afgeleid van een gedicht van Paul Éluard, "À peine défigurée". Het gedicht begint met de regels "Adieu tristesse/Bonjour tristesse..."

## Verhaal
De 17-jarige Cécile brengt haar zomer door in een villa aan de Franse Rivièra, samen met haar vader en twee andere vrouwen. Haar vader, Raymond, is een echte rokkenjager met vele affaires. Een van zijn vriendinnen is Elza Mackenbourg, waar Cécile goed mee opschiet. Wanneer Elsa de zomer met hen komt doorbrengen, is het dan ook onmiddellijk duidelijk dat zij de laatste van de vele vrouwen is die in Céciles leven binnenkomt en weer snel verdwijnt. Elza is jong, oppervlakkig en modebewust.
Cécile heeft haar leven aanvaard, en is op 17-jarige leeftijd nog steeds naïef en probeert dit te verbergen door het aantrekken van oudere mannen. Haar liefdesleven is onbestaande totdat ze Cyril leert kennen.
De zomer is rustig, totdat Anne Larsen ingaat op een vroegere uitnodiging van Raymond. Anne is een vriendin van Céciles overleden moeder en heel anders dan Raymonds andere vriendinnen. Zij houdt van cultuur, is geleerd, intelligent en volgt haar principes. Aanvankelijk bewondert Cécile haar, maar al vlug vechten beiden voor de aandacht van Raymond. Wanneer Anne aankondigt te zullen huwen met hem, wil Cécile er alles aan doen om het huwelijk te verhinderen.
Zij poogt haar vader te manipuleren om haar zo tegen Anne op te zetten. Elsa en Cyril worden hiervoor ingeschakeld. Cécile is jaloers en radeloos als Anne het leven van haar en haar vader erkent. Het meisje schat Annes gevoeligheid slecht in, met tragische gevolgen.
Vader en dochter keren uiteindelijk terug naar hun lege leventje zoals het was voordat Anne hun zomer verstoorde.

## Achtergrond
Het boek bevat twee delen: eerst is Cécile naïef en gedraagt ze zich als een kind, terwijl zij in het tweede gedeelte volwassener is en zich volwassen gedraagt.
Het gebruik van de zon en de zee is van grote symbolische waarde in het boek. Terwijl de zon een vadersymbool is, staat de zee symbool voor het moederlijke. De zee wordt gebruikt om Cécile te laten inzien dat ze haar moeder mist. Bijvoorbeeld, wanneer zij een discussie met Anne verliest, rent Cécile naar de zee zoals een kind naar de moeder loopt wanneer iets fout gaat.
Er wordt ook wel geargumenteerd dat Cécile geen vaderfiguur heeft, alhoewel Raymond wel aanwezig is. Zijn gedrag is echter onvolwassen en hij behandelt zijn dochter niet als een kind of een tiener. Hij koopt dure kleren en neemt haar mee naar casino’s. Dit verwart Cécile, waardoor ze niet weet of ze zich moet gedragen als volwassene of als tiener. Wanneer Anne haar als een kind behandelt, komt Cécile met nog meer vragen te zitten.

## Film
De roman werd in 1958 verfilmd, eveneens onder de titel Bonjour tristesse. Hoofdrollen werden vertolkt door Geoffrey Horne, Deborah Kerr, Jean Seberg en David Niven. De muziek werd gecomponeerd door Georges Auric.